# Misterstraat 85

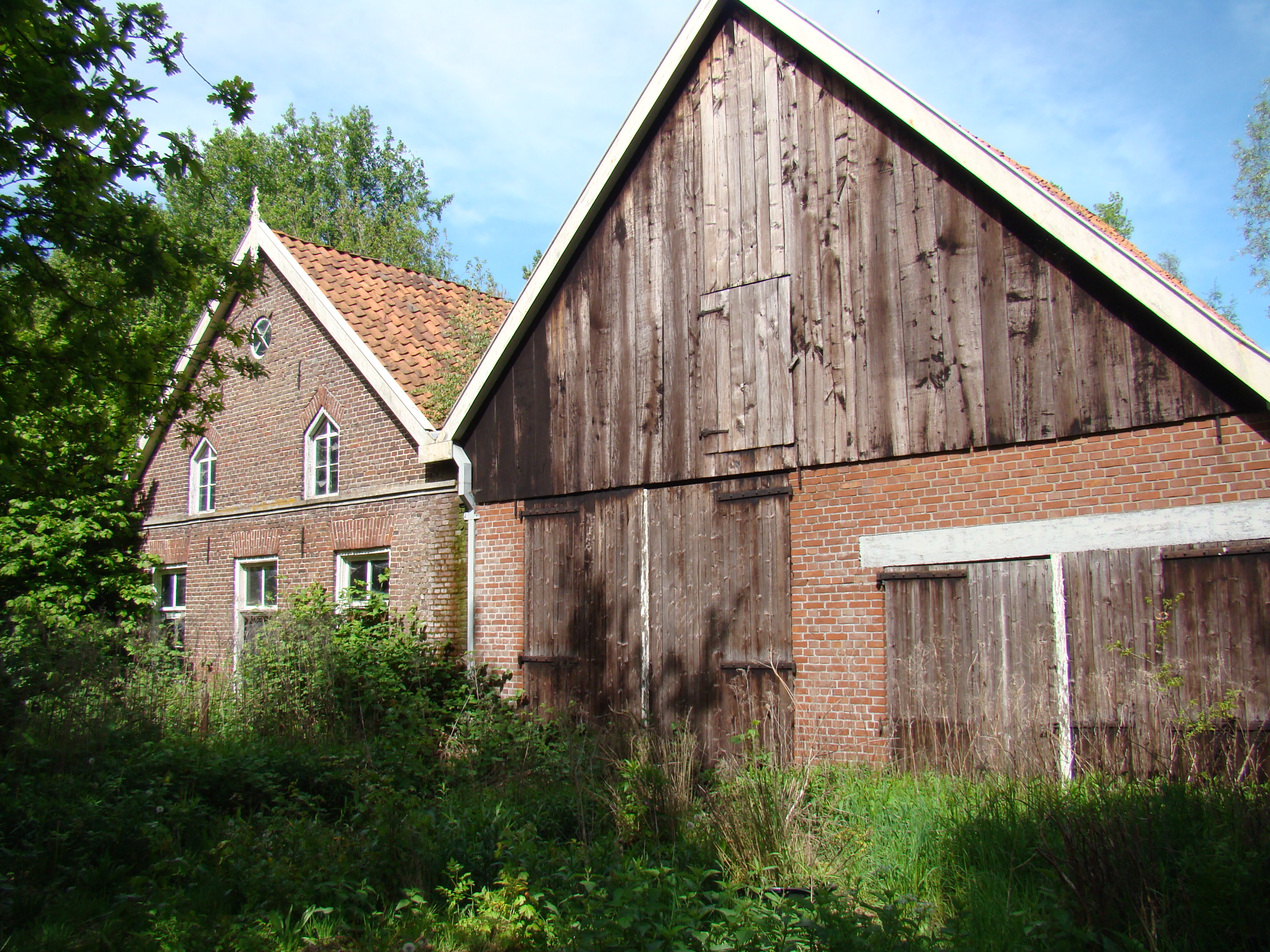
Misterstraat 85

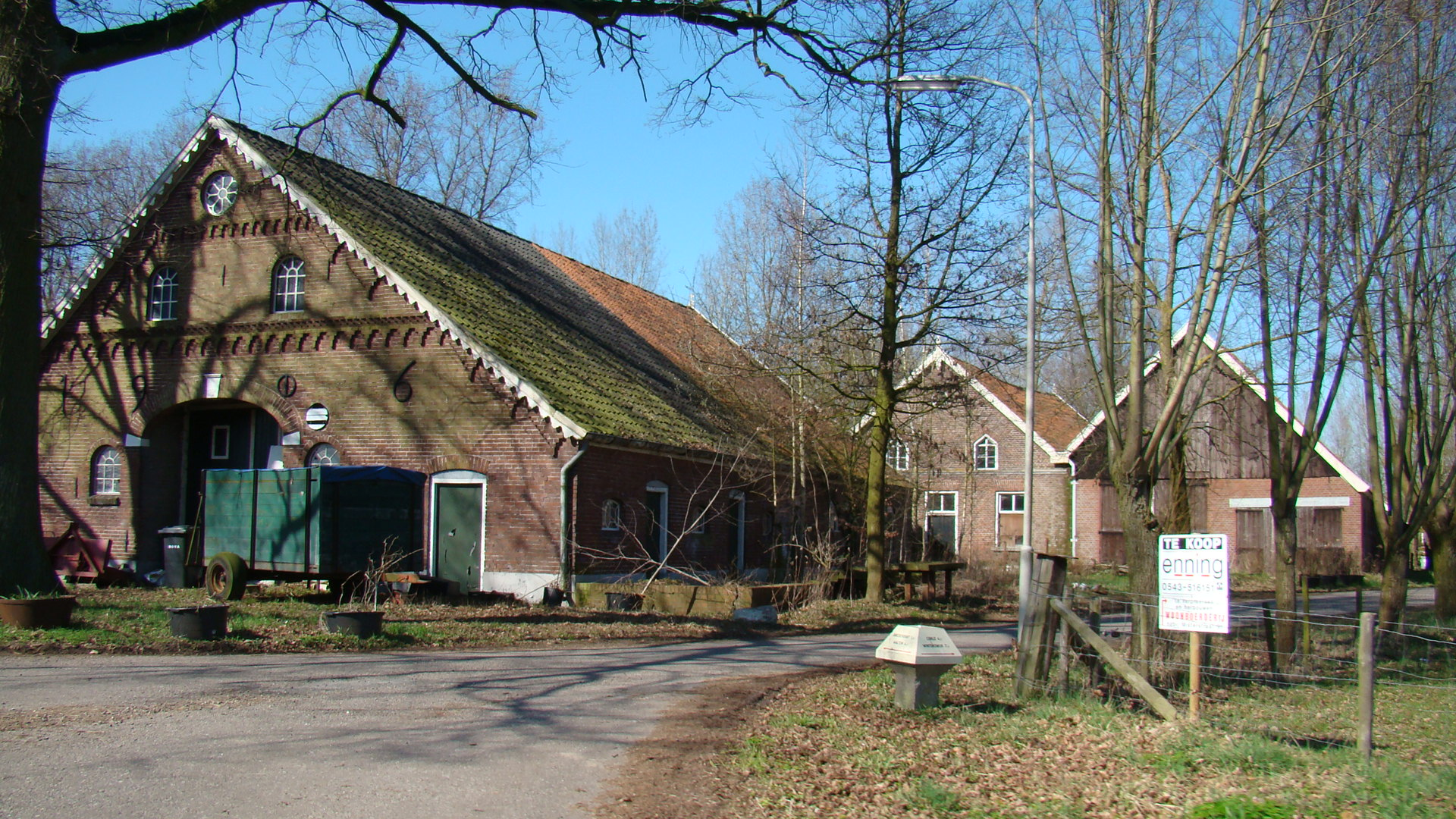
Aangrenzende schuur

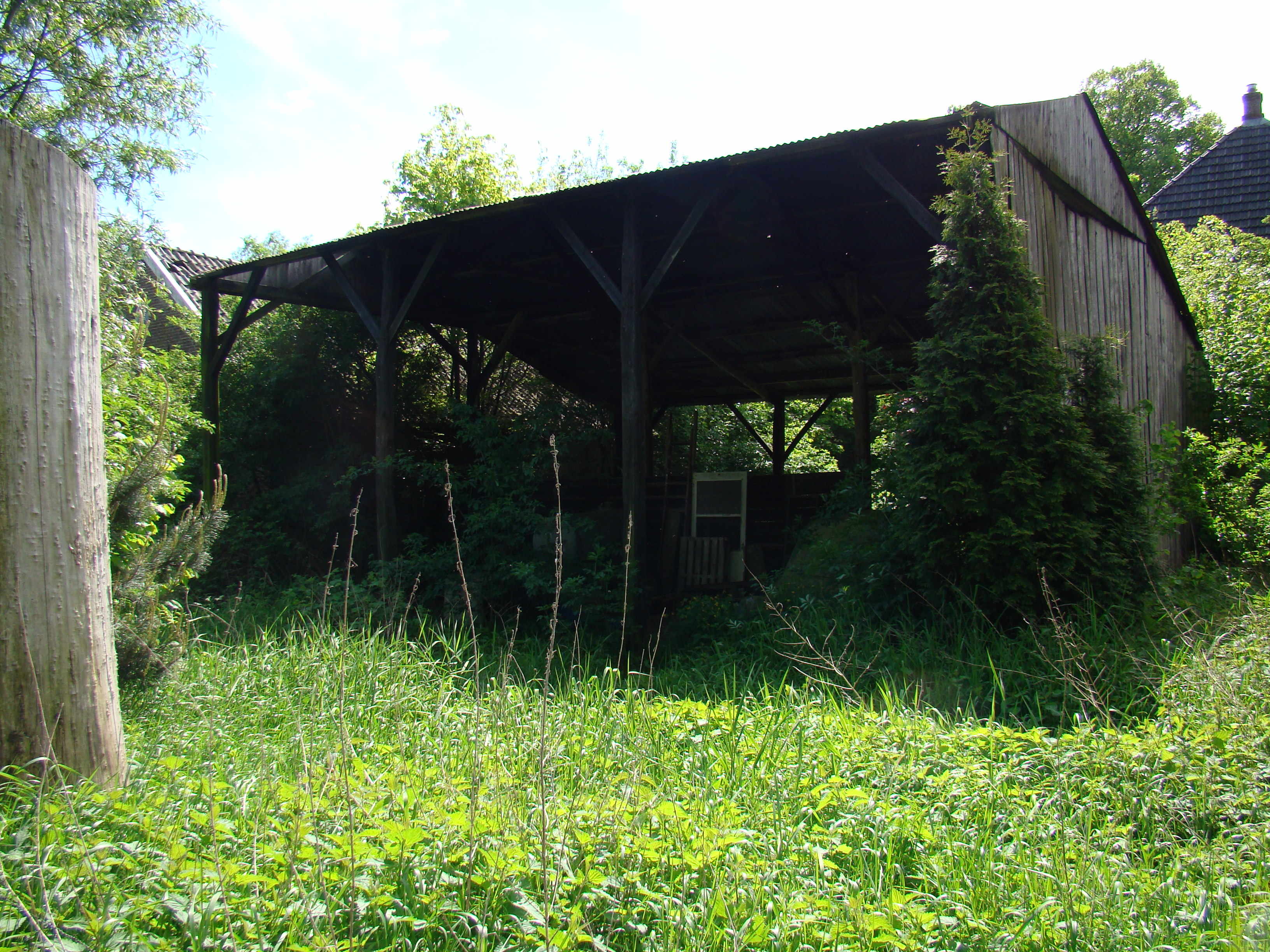
Wagenschuur

Misterstraat 85 is een herenboerderij uit 1912 met aangrenzende schuur uit 1906 tevens rijksmonument aan de Misterstraat in Bredevoort tegenover de Lesten Stuuver.

## Bouwkundige kenmerken
De woning heeft twee verdiepingen en een schilddak. De gevels voorzien van bepleisterde en gemetselde plinten en op de hoeken hoekpilasters geplaatst. De gevels worden boven gesloten door een gekorniste geprofileerde lijst. De voorgevel heeft vijf traveeën. Op de verdieping is iedere travee voorzien van een tweeruits stolpraam met enkelruits bovenlicht.

### Deel
De deel is rechthoekig en bestaat uit een bouwlaag met een zadeldak. Het dak is voorzien van een decoratieve golfrand. Halverwege is over de hele breedte van de gevel een horizontale muizetandlijst met daaronder een bakstenen `boogfries'. In de topgevel is een rond gietijzeren raam in de vorm van een bloem. De gevel heeft langs de dakrand siermetselwerk in een "druipsteen" vorm. De jaartalankers in de gevel geven het jaartal 1906 aan.

### Wagenschuur
Op het achtererf staat een bouwvallige wagenschuur opgebouwd uit vier gebintstellen en afgedekt door een zadeldak. De zijkant is dichtgemaakt met verticaal geplaatste houten planken.

## Bron
- kich.nl
- kich.nl

't Boerderi'jken · Bouwhuis Wever · De Prins van Oranje · Eskes · Grote Gracht · Hozenstraat 16 · Kerkstraat 13 · Kuupershuusken · Landstraat 10 · Markt 1 · Markt 5 · Markt 7 · Misterstraat 85 · Sint Bernardus · Sint-Joriskerk · Vestingpark · 't Zand 2